# Jean Chamoux
Jean Chamoux (1925-2007), fotógrafo francês.

## Biografia
Ele começou a sua carreira durante a Segunda Guerra Mundial. Nos arbustos (maquis) da região da Saboia, a entrega de armas com o uso de pára-quedas no planalto de Glières (1º de agosto de 1944) foi a sua primeira reportagem. Instalado em Paris desde 1947, ele foi muito ativo na cidade até os anos 1980 e realizou muitas reportagens na França e no Médio Oriente, especialmente por conta da embaixada do Egito em Paris. Ele também trabalhou ao lado de Robert Doisneau, Édouard Boubat, mas manteve-se muito discreto e expôs somente uma vez, nos arredores da cidade.
No entanto, ele fotografou a domicílio personalidades as mais diversas como Blaise Cendrars, Jean Cocteau, Lino Ventura, Habib Bourguiba, Germaine Coty (Madame René Coty), e foi reconhecido como o principal fotógrafo da moda e da indústria. Particularmente, ele foi um dos primeiros a fazer a fotografia colorida em grande escala, em grande formato (4" x 5" e 13x18), e o primeiro à desenvolvê-la em Paris (sistema Ektachrome E3).
Esta competência técnica, na época ainda pouco difundida, com efeitos especiais e várias técnicas diferenciadas (efeitos visuais - como os que são feitos com o estroboscópio hoje em dia - realizados mediante a sobreposição de imagens, iluminação em grande escala com a ajuda de vários flashes simultâneos) contribuíram para o seu sucesso na imprensa e na indústria (EDF, Ribet-Desjardins, L'Oréal, Formica...).